# The British Grenadiers
The British Grenadiers è una canzone di marcia dei granatieri dell'esercito britannico, la cui melodia è datata al XVII secolo. Essa è siglata come marcia reggimentale veloce ed è adottata dal Corps of Royal Engineers, dai Grenadier Guards, dall'Honourable Artillery Company e dal Royal Regiment of Fusiliers. Essa è inoltre la marcia autorizzata del The Royal Gibraltar Regiment, del The Royal Regiment of Canadian Artillery, del The Canadian Grenadier Guards, del The Royal Regiment of Canada, del The Princess Louise Fusiliers e del The 5th Canadian Mounted Rifles.

## Storia

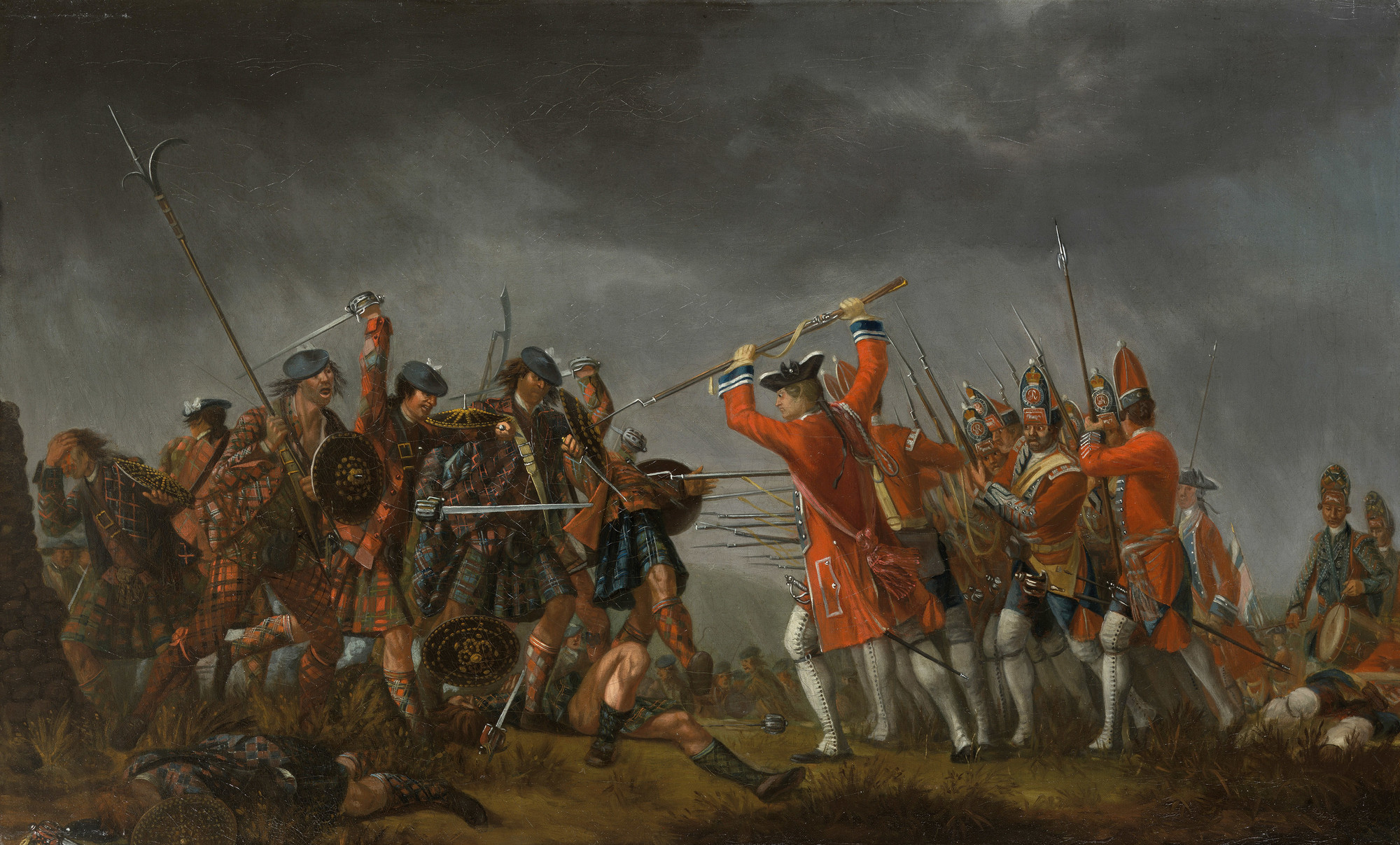
I granatieri durante la battaglia di Culloden

Una canzone intitolata "The New Bath" che si trova nel libro di musica di John Playford del XVII secolo sembra essere all'origine dell'attuale melodia del brano. Altri storici, però, hanno suggerito che essa sarebbe derivata dalla marcia olandese "De Jonge Prins van Friesland" ("Il giovane Principe di Frisia", in riferimento al Principe Giovanni Guglielmo Friso d'Orange); le prime note delle due musiche sono identiche. La marcia divenne popolare in Gran Bretagna durante il regno di Guglielmo III che fu re d'Inghilterra e Statholder d'Olanda. Attualmente il brano "De Jonge Prins van Friesland" è la marcia del principe ereditario.
La prima versione della canzone come oggi la conosciamo risale invece al 1706 quando venne pubblicata come 'The Granadeer's March', ed al 1750 corrisponde la prima versione col testo.
Attualmente essa è il brano principale dell'annuale manifestazione Trooping the Colour, una delle più famose parate militari britanniche.

## Testo
Il testo che segue è la versione più conosciuta della canzone ed è databile probabilmente a prima della Guerra di successione spagnola (1702-1713), dal momento che essa illustra dei granatieri nell'atto di lanciare delle granate a mano (pratica dimostratasi poi pericolosa e abolita dopo il conflitto di successione spagnolo), accompagnato dalla tenuta "caps and pouches" e dai "loupèd clothes", tipici della divisa dei granatieri inglesi del periodo.
1
Some talk of Alexander, and some of Hercules
Of Hector and Lysander, and such great names as these.
But of all the world's great heroes, there's none that can compare.
With a tow, row, row, row, row, row, to the British Grenadiers.
2
Those heroes of antiquity ne'er saw a cannon ball,
Or knew the force of powder to slay their foes withal.
But our brave boys do know it, and banish all their fears,
Sing tow, row, row, row, row, row, for the British Grenadiers.
3
Whene'er we are commanded to storm the palisades,
Our leaders march with fusees, and we with hand grenades.
We throw them from the glacis*, about the enemies' ears.
Sing tow, row, row, row, row, row, the British Grenadiers.
4
And when the siege is over, we to the town repair.
The townsmen cry, "Hurrah, boys, here comes a Grenadier!
Here come the Grenadiers, my boys, who know no doubts or fears!
Then sing tow, row, row, row, row, row, the British Grenadiers.
5
Then let us fill a bumper, and drink a health to those
Who carry caps and pouches, and wear the loupèd clothes.
May they and their commanders live happy all their years.
With a tow, row, row, row, row, row, for the British Grenadiers."
*probabile francesismo

### Traduzione
1
Qualcuno parla di Alessandro, qualcuno di Ercole
Di Ettore e Lisandro, e gran nomi come questi.
Ma di tutti i più grandi eroi del mondo, non ce n'è nessuno che si possa paragonare
Con un tow, row, row, row, row, row, ai Granatieri Britannici.
2
Questi eroi dell'antichità non hanno mai visto una palla di cannone,
Né hanno mai conosciuto la forza della polvere per uccidere i loro nemici.
Ma i nostri bravi ragazzi la conoscono, e cancellano tutte le loro paure,
Cantando tow, row, row, row, row, row, per i Granatieri Britannici.
3
Quando ci viene ordinato di assalire delle palizzate,
I nostri capi marciano con le micce, e noi con le granate a mano.
Le lanciamo dai glacis*, sopra le orecchie dei nemici.
Cantando tow, row, row, row, row, row, i Granatieri Britannici.
4
E quando l'assedio è terminato, noi ripariamo al villaggio.
I cittadini urlano, "Hurrah, ragazzi, ecco che viene un Granatiere!
Ecco che arrivano i Granatieri, ragazzi miei, che non conoscono dubbi o paure!
E poi cantano tow, row, row, row, row, row, per i Granatieri Britannici.
5
Prendiamo la borraccia, e beviamo alla salute di coloro 
Che portano berretti e cartuccere, e indossano le bandoliere.
Possano loro ed i loro comandanti vivere felici tutti i loro anni.
Con un tow, row, row, row, row, row, per i Granatieri Britannici."

## Termini storici
La canzone contiene dei termini oggi non più in uso nemmeno nella lingua inglese:
- Fusees – Micce, utilizzate per far esplodere le granate a mano.
- Glacis – Termine tipico dell'ingegneria militare seicentesca e settecentesca, che indica il pendio artificiale di terra battuta che si stendeva davanti alle fortificazioni per impedire agli assalitori di defilarsi e sfuggire al fuoco dei difensori. Durante gli assalti, perciò, i granatieri erano in prima linea e, dal glacis, appena a tiro, lanciavano le loro granate al di sopra delle palizzate nemiche, facendole esplodere tra i difensori.
- Bumper – borraccia, in largo uso negli eserciti dell'età moderna, contenente solitamente bevande alcoliche.
- Louped clothes – avvicinabile al termine inglese 'looped', cioè 'legato', riferendosi alle bandoliere bianche solitamente utilizzate dai granatieri semplici oppure incrociate.
- tow row row – tipica disposizione linea per linea, piede per piede, ovvero affiancati.